# 阿拉坎达纳卢尔
阿拉坎达纳卢尔（Arakandanallur），是印度泰米尔纳德邦Viluppuram县的一个城镇。总人口4450（2001年）。

## 人口
该地2001年总人口4450人，其中男性2207人，女性2243人；0—6岁人口452人，其中男227人，女225人；识字率74.67%，其中男性为87.09%，女性为62.46%。